# خلبان جنگنده: عملیات پرچم قرمز
«خلبان جنگنده: عملیات پرچم قرمز» (انگلیسی: Fighter Pilot: Operation Red Flag) فیلمی در ژانر مستند است که در سال ۲۰۰۴ منتشر شد.
این فیلم در صحرای نوادا فیلم بردای شده است.